# Championnat d'Iran de football 1976-1977
Navigation
Saison précédente Saison suivante
La saison 1976-1977 du Championnat d'Iran de football est la sixième édition du championnat national de première division iranienne. Seize clubs iraniens prennent part au championnat organisé par la fédération. Les équipes sont regroupées au sein d'une poule unique où elles rencontrent leurs adversaires deux fois, à domicile et à l'extérieur. En fin de saison, le dernier du classement est relégué et remplacé par le champion de deuxième division.
C'est le club du Paas Teheran qui remporte la compétition, après avoir terminé en tête du classement final, avec deux points d'avance sur le tenant du titre, le Persepolis FC et trois sur le Shahin FC. C'est le tout premier titre de champion d'Iran de l'histoire du club.

## Les clubs participants
| - Taj Teheran - Persepolis FC - Aboomoslem Mechhad - Paas Teheran - Malavan F.C. - Shahin FC - Promu de D2 - Bargh Chiraz - Niru Ahvaz | - Rah Ahan Teheran - Bank Melli Iran - Machine Sazi - Promu de D2 - Zob Ahan FC - Homa FC - Sepahan Ispahan - FC Ararat Teheran - Daraei FC |

## Compétition

### Classement
Le classement est établi sur le barème de points classique (victoire à 2 points, match nul à 1, défaite à 0).
| Rang | Équipe             | Pts | J  | G  | N  | P  | Bp | Bc | Diff |
| ---- | ------------------ | --- | -- | -- | -- | -- | -- | -- | ---- |
| 1    | Paas Teheran       | 39  | 30 | 13 | 13 | 4  | 34 | 14 | +20  |
| 2    | Persepolis FC T C  | 37  | 30 | 10 | 17 | 3  | 25 | 18 | +7   |
| 3    | Shahin FC P        | 36  | 30 | 13 | 10 | 7  | 36 | 24 | +12  |
| 4    | Taj Teheran        | 35  | 30 | 11 | 13 | 6  | 28 | 19 | +9   |
| 5    | Daraei FC          | 35  | 30 | 7  | 21 | 2  | 25 | 16 | +9   |
| 6    | Niru Ahvaz         | 34  | 30 | 11 | 12 | 7  | 20 | 26 | -6   |
| 7    | Malavan F.C.       | 33  | 30 | 10 | 13 | 7  | 25 | 21 | +4   |
| 8    | Homa FC            | 32  | 30 | 11 | 10 | 9  | 26 | 21 | +5   |
| 9    | Machine Sazi P     | 32  | 30 | 8  | 16 | 6  | 23 | 23 | 0    |
| 10   | Bank Melli Iran    | 26  | 30 | 8  | 10 | 12 | 17 | 28 | -11  |
| 11   | Bargh Chiraz       | 25  | 30 | 5  | 15 | 10 | 13 | 19 | -6   |
| 12   | FC Ararat Teheran  | 25  | 30 | 6  | 13 | 11 | 23 | 32 | -9   |
| 13   | Rah Ahan Teheran   | 24  | 30 | 4  | 16 | 10 | 21 | 26 | -5   |
| 14   | Sepahan Ispahan    | 24  | 30 | 5  | 14 | 11 | 20 | 30 | -10  |
| 15   | Zob Ahan FC        | 23  | 30 | 4  | 15 | 11 | 21 | 35 | -14  |
| 16   | Aboomoslem Mechhad | 20  | 30 | 4  | 12 | 14 | 9  | 26 | -17  |

## Bilan de la saison
| Championnat d'Iran de football 1976-1977 |                          |
| Champion                                 | Paas Teheran (1er titre) |
| Coupes et trophées                       |                          |
| Vainqueur de la Coupe d'Iran 1976-1977   | Persepolis FC            |
| Promotions et relégations                |                          |
| Promus en Iranian Premier League         | Sanat Naft               |
| Promus en Iranian Premier League         | Teraktor Sazi            |
| Relégués en Iranian Second League        | Aboomoslem Mechhad       |
| Relégués en Iranian Second League        | FC Ararat Teheran        |